# Bolond Pierrot
A Bolond Pierrot (eredeti cím: Pierrot le Fou) Jean-Luc Godard rendezte francia újhullámos film, amelyet 1965-ben mutattak be, a főszerepeket Jean-Paul Belmondo és Anna Karina (Godard első felesége) alakította. A film Lionel White 1962-es Obsession című regényén alapul, habár a kiindulópontul szolgáló regény alig ismerhető föl a filmben – a terroristák, a gyilkosság töredezett képei emlékeztetnek rá csupán. Ihlető hatással volt a filmre Fritz Lang üldözött szerelmespárja a Csak egyszer élünk (1937) című filmből.
Az utolsó romantikus szerelmespár történetét szerettem volna elmesélni
Ez volt Godard tizedik játékfilmje, a bemutatási évében a 15. legtöbb bevételt hozó filmje, összesen 1 310 579-an nézték meg Franciaországban. A film a 38. Oscar-gálán a legjobb idegen nyelvű film kategóriában indult, de nem került be a legjobb ötbe. A Bolond Pierrot kapta Godard filmjei közül a legjobb fogadtatást hazájában.

## Forgatás
A főszerepeket eredetileg Richard Burton és Sylvie Vartan játszotta volna, de utóbbi visszautasította Godard-t. A filmrendező ezért úgy döntött, hogy mindkét szerepet másnak ajánlja fel. Felhívta Jean-Paul Belmondót, aki elvállalta a főszerepet. A női főszerepet Anna Karinára, első feleségére bízta, vele ez lett a hatodik közös filmjük. Godard 1964 decemberében vált el Karinától, mert a nő a főszereplésével készülő Le Voleur de Tibidabo rendezőjének, Maurice Ronet-nek lett a szeretője.
A forgatás alatt a volt házaspár alig állt szóba egymással, és amikor megtették, az nem volt sem szép, sem barátságos. Karina rádöbbent, hogy a Bolond Pierrot forgatókönyve nyavalyás, árulkodó alakként ábrázolja a nőt, aki lemondott a szigorú, magányos férfiről, még a nőgyűlölő férfiről is – ahol a férfi természetesen nem Ferdinand, hanem Jean-Luc Godard. Hogyan is bízhatna majd meg a film közönséges nézője benne, aki Ferdinandot becsapja és megcsalja – és ezt a szerepet a volt férje dirigálja.
Samuel Fuller, aki magát alakítja egy jelenetben a film elején, egy 1968-as beszélgetésben elmondta: „Jean-Luc Godard volt olyan kedves, hogy megkért, játsszam el a saját szerepemet a Pierrot le Fou koktéljelenetében. Azért voltam ott, hogy elkészítsek egy olyan filmet, amelyet soha nem forgattam le. Jó volt egy olyan rendezővel dolgozni, mint ő. Különösen élénk."
A forgatás 1965. május 24-én, hétfőn kezdődött, és nyolc héttel később, július 17-én ért véget, összesen negyvennégy napig tartott. A filmet Hyères-ben, Gonfaronban, Toulonban, Giensben, Porquerolles-ban, Párizsban, Issy-les-Moulineaux-ban, Tremblay-lès-Gonesse-ban, Neuilly-ban és a Saint-maurice-8 stúdióban forgatták. A forgatás a film idejével ellentétes irányban haladt.
Jean-Luc Godard megpróbálta elhitetni, hogy a forgatókönyvét napról napra írták, pedig a rendező már rég elkészítette azt.
Ez volt a legköltségesebb és legkínosabb forgatás Godard összes eddigi munkája közül. A Techniscope rendszer új volt, és Raoul Coutard operatőrnek sok oldalsó világításra volt szüksége a belső terekben, hogy kiegyensúlyozott képet kapjon. A produkció technikailag éppoly bonyolult volt, mint amennyire kényes volt az érzelmi helyzet a rendező és a főszereplő között. Hat év alatt ez lett Godard kilencedik befejezett játékfilmje.
1965-ben Jean-Luc Godard nagy amerikai autóját vezette, amikor meghallotta Jeanne Moreau-t a rádióban a Le tourbillon-t énekelni. Azt mondta, hogy "szeretne egy dalt attól a sráctól, aki azt írta". Truffaut-tól tudta, hogy Serge Rezvani borzasztóan eredeti dalszerző. Godard és Anna Karina reggel hét órakor becsengetett Rezvanihoz. Rezvani három dalt játszott le a magnóján, Godard pedig csak annyit válaszol: "ezekre van szükségem". Anna Karina kettőt el is énekel a filmben a Jamais je ne t'ai dit que je t'aimerais toujours, ô mon amour és Ma ligne de chance. Godard nem tüntette fel Rezvanit a film alkotói között. A harmadik dal, az Angora rose nem került be a filmbe, Karinának nem tetszett.
A filmet augusztus 29-én mutatták be a Velencei Filmfesztiválon.

## Cselekmény
„Szomorú világ volt, amelyben élt. (…) Etikett, szabályok, összeesküvések, hazugság és persze lelkifurdalás. És gyónás, rettegés a máglyahaláltól és a csendtől.” – hangzik el a Bolond Pierrot elején.
|  | Alább a cselekmény részletei következnek! |

Ferdinand Griffon gyerekének olvassa fel Élie Faure művészettörténet-könyvéből a Velázquez festészetére vonatkozó költői sorokat. A feleségével egy partira indulnak, az épp állástalanná lett Ferdinánd kapcsolatépítésre készül. A gyerekükre vigyázó Marianne a család régi barátja. A partin a reklámvilág idézeteiben úszunk képben és szövegben, egyfajta groteszk egyvelegben. A stilizált színekben megjelenő mesterkélt és unalmas partin Samuel Fuller is feltűnik. Griffon kérdésére – „Mi a film?” – adott válasza Godard hitvallása, a polgári élet sémáiból való kiszabadulás „modellje:” „A film olyan, mint egy csatamező. Szerelem, gyűlölet, erőszak és halál. Egyszóval: emóció.” A parti után a férfi hazaviszi Marianne-t.
És Ferdinand Marianne-nál tölti az éjszakát. A lakásban fegyverek mellett egy holttestet is hever, de ez nem zavarja a párt. Reggel Marianne „rokona” kopog rájuk, Ferdinand és Marianne a halott kocsijával menekül. A film innentől leginkább egymáshoz nem illeszkedő jelenetekből áll. A kivehető történet egyik íve Ferdinand és Marianne kapcsolatának hullámzó alakulása. A másik szál a Marianne-t, aztán mindkettőjüket üldöző terroristák és rendőrök – és az üldözőket és üldözötteket egyaránt üldöző rendőrség története. Ferdinándot Marianne hívja Pierrot-nak egy francia népdal apropóján.
Rendhagyó életet élnek – színházat játszanak turistáknak, élvezik a tengerpartot –, miközben folyamatosan menekülnek. A Francia Riviérán felgyújtják a lopott kocsit – amelyről nem tudják, hogy tele van pénzzel. Egy második autót a Földközi-tengerbe vezetnek. Ferdinánd könyveket olvas, filozofál és naplót ír, néhány napot egy lakatlan szigeten töltenek.
Az egyik arab gengszter, egy törpe, elrabolja Marianne-t, de a nő egy ollóval megöli. Ferdinándot az arab két cinkosa a hulla mellett találja meg és elfogja. Vizesdeszka-vallatással ráveszik, hogy elárulja Marianne-t. Marianne elszökik, Ferdinánd Toulonban telepszik le, miközben a lány addig keresi, amíg meg nem találja. Marianne arra használja Ferdinándot, hogy megszerezzen egy bőröndöt, tele pénzzel. Marianne egy szigetre igyekszik, hogy elszökjön Freddel. A vége felé derül ki, hogy Marianne pasija fegyverkereskedő. Marianna bátya, Fred – akit soha nem látunk – velük üzletel.
Marianne becsapja Ferdinandot, egyedül megy a szigetre. Ferdinand később utána megy, lövöldözés tör ki, Marianne halálos sebet kap. Ferdinand kékre festi az arcát, és úgy dönt, hogy felrobbantja magát úgy, hogy dinamitrudakat köt a fejére. Az utolsó pillanatban megbánja, megpróbálja hatástalanítani a dinamitot, de nem sikerül, és felrobban.
|  | Itt a vége a cselekmény részletezésének! |

„Én azt szeretném, ha az élet olyan lenne, mint a regényekben. Tiszta, logikus, szervezett. De nem az.” – mondja Marianne.

## Szereplők
- Jean-Paul Belmondo – Ferdinand Griffon, "Pierrot"
- Anna Karina – Marianne Renoir
- Graziella Galvani – Maria Griffon
- Dirk Sanders – Fred
- Jimmy Karoubi – törpe
- Roger Dutoit – gengszter
- Hans Meyer – gengszter
- Samuel Fuller – önmaga
- Princesse Aïcha Abadie – önmaga
- Alexis Poliakoff – tengerész
- Raymond Devos – ember a kikötőben
- Szabó László – Lazlo Kovacs, politikai menekült
- Jean-Pierre Léaud – fiatalember a moziban
- Georges Staquet – önmaga
- Henri Attal – benzinkutas
- Dominique Zardi – benzinkutas
- Viviane Blassel – illatszerbolt alkalmazotta
- Maurice Auzel – benzinkutas (megerősítetlen)
- Pascal Aubier – második testvér (megerősítetlen)
- Pierre Hanin – harmadik testvér (megerősítetlen)
- Krista Nell – Mrs. Staquet (megerősítetlen)

## Filmes megoldások, technikák, utalások
Az alkalmazott stílus és filmes technika a nouvelle vague (új hullám) francia filmes mozgalom – Truffaut, Chabrol, Louis Malle, Agnès Varda, Rohmer... – jellemzője. Az említett alkotók, Godard-ral együtt, eredetileg kritikusok voltak a Cahier du Cinema folyóiratnál. Hűen az ott megfogalmazottakhoz fel akarták borogatni a filmcsinálás hagyományos, szerintük elavult módszereit. Számukra a film filozófiai műfaj. Ebben a filmben életről, halhatatlanságról, az érzelmek szerepéről vitatkozik Ferdinand és Marianne. Az új hullám vezeti be a szerzői film – cinema d’auteur – gyakorlatát, a rendező írja és rendezi a filmet, a producer nem szól bele. A filmben jelenik meg a „jump cut” technika, a kifejezés hirtelen, átmenet nélküli vágást jelent. Az új hullám sajátsága a radikális kamerakezelés, a kézi kamera használata, spontán forgatás – a forgatókönyv, ha létezik egyáltalán, csak vázlat –, a színészek önmagukat adják, a sztori a film készítés közben alakul. Godard kollázsfilmet forgat: nincs konkrét cselekményszál, hanem mozaikelemek vannak, ezekből a nézőnek kell összeraknia a történetet, a filmet. Godard erősen társadalom-kritikus beállítottságú, utálja a fogyasztói társadalmat, a vietnámi háborút, az algíri mészárlást, a stupid nagypolgárokat.
Az identitás és a világ széttöredezettsége mint modern filozófia, a narrativitás dekonstrukciója jellemzi a filmet. Az egész történet mintegy képek törmelékéből áll össze, valójában inkább szóródik szét. A filmet az ok-okozatiság teljes elvetése jellemzi. A narrációt még ezen kívül is fejezetek (és alcímek) szabdalják szét, amelyek nem a folyamatos, logikus rend célját szolgálják, inkább felforgatói a szokványos elbeszélői rendnek, leginkább költői refrénhez hasonlíthatók. Godard valóságos gerillatámadást intéz a hagyományos történetmondás szerkezete ellen.
A narrátori hangok váltakozása két szubjektívnek tűnő nézőpontból valójában nem visszaemlékezés (flashback), hiszen sem Pierrot, sem Marianne nem éli túl a történetet, hogy múlt időben mesélhetné. A hangok váltakozása lényegében az elbeszélés polifóniájává tagolja szét az egységes nézőpontot, ami már nem is a szereplőkhöz rendelhető, hanem csupán azok álcájában magának a szerzői hangnak a változatává válik. Pierrot írásos naplója hasonlóképpen tulajdonképpen felismerhetően Godard kézírása. A Bolond Pierrot a szereplők szubjektív nézőpontjait helyezi történeten kívülre, a szerzői narráció szintjére.
Marianne elmond... Ferdinandnak egy történetet...mindent összekeverve. – idézet a filmből.
A történetmondást a töredékesség, kollázsjelleg zavarossá, néhol követhetetlenné teszi ugrásaival, fordulataival. A terroristák az OAS-hoz tartoznak, egy kritikus szerint "arabok és izraeliek, meg a rendőrség" üldözi a párt, másik kritikusnál királyságpárti jemeni fegyverkereskedők az üldözők – a történet szempontjából talán nem is olyan fontos a pontos kilétük.
A Godard-film alapközege a távolságtartás. Nem akarja, hogy beleéld magad a történetbe. A distancia, a közönségkezelés brechti elidegenítési effektusát használja. Godard nemcsak a film világának tökéletességét kérdőjelezi meg a befogadóban, de annak mindent látó, mindent tudó „isteni” szerepét is, mely a film művészetének sajátosságából adódóan járulékos evidencia. Ferdinand menekülés közben hátraszól, a kamerába néz, s Marianne kérdésére, hogy kihez beszél, a válasz: a közönséghez. Kiszólnak a filmből a nézőnek, akárcsak Bergman Persona-jában.
Jóval az igazi posztmodern elmélet megjelenése előtt Godard már él a posztmodern történetmondás eszközével: Marianne énekel, Ferdinand filozofál. A mese soha sem lesz explicit, nem tudjuk meg pontosan, mi miért történik. Ez a módszer tudatos: a néző konstruktív szerepét igényli.
Marianne és Pierrot irodalmi történetek mesélésével, később a valóság történéseinek: a vietnámi háborúnak eljátszásával próbálnak pénzt keresni. A saját filmes történetük modellje egyfelől a klasszikus elbeszélésmódot szétziláló modern irodalmi tudatfolyam: „a »hang és a téboly« történetünk”– mondja Pierrot. Másfelől Ferdinand és Marianne mintha a kalandos felfedezések történeteinek újabb változatait élné meg. A filmben a szereplők spontán, anarchista módon élnek: az egyik kocsit felgyújtják, másik lopott kocsit a tengerbe hajtják, amúgy meg tengenek-lengenek, de veszélyesen élnek, lásd fegyverek.
Marianne: Engem az szomorít el, hogy az élet más, mint a regényekben. Én azt szeretném, ha olyan lenne: tiszta, logikus, rendezett, de nem az.
A két főszereplő neve sem véletlenszerű. Marianne Renoir vezetékneve a híres francia festő Pierre-Auguste Renoir vezetékneve, keresztneve a francia szabadságszellem emblematikus figurájáé, Marianne-é.
Pierrot a pantomim és a "commedia dell’arte" törzsfigurája. A név a Pierre (Péter) kicsinyítése: Pierrot (Péterke, Petike). A kortárs populáris kultúrában – a költészetben, a szépirodalomban és a vizuális művészetekben, valamint a színpadra, vászonra és koncertteremre írt alkotásaiban – a szomorú bohóc karaktere, aki gyakran vágyik Columbine szerelmére, aki általában összetöri a szívét és otthagyja Harlekinért. Megjelenése maszktalan, arca kifehérített, bő fehér blúzt visel nagy gombokkal, ehhez bő fehér nadrágot. Néha fodros gallérral és kalapban jelenik meg. Pierrot meghatározó tulajdonsága a naivitása: bolondnak nézik, gyakran a csínytevések áldozata, de mégis bízik az emberekben. A film utolsó jelenete híres képsor. A piros inget viselő Ferdinand kékre festi az arcát: vö. francia lobogó. A drámaiságot teljesen kioltja, hogy a fejére kötözött dinamitkötegre rá van írva: dinamit, mint egy rajzfilmben – ez szemantikai abszurditás, vagy vicc, mindenki tudja, hogy robbanószer.
Gyengéd és kegyetlen
Igazi és szürreális
Félelmetes és vicces
Éjszaka és nappal
Megszokott és szokatlan
Jóképű, mint bármi – Pierrot le fou! – Marianne
A két főszereplő egymás ellentéte: Marianne: „Mi mindent csinálhattunk volna azzal a pénzzel: elmehettünk volna Chicagóba, Las Vegasba, Monte Carlóba, te hülye!” Pierrot: „Nekem inkább: Firenze, Velence, Athén.” Amíg Marianne az aktív életideál képviselője, Ferdinand szemlélődő, elemző. „Te szavakkal beszélsz hozzám, én pedig érzésekkel nézlek téged.” – mondja Marianne. A nő természetközeli, ösztönös, érzelmeket képviselő szereplőként jelenik meg. Godard Marianne-t klasszikus „női” minőségekkel ruházza föl: képeket társít hozzá – a nő mint kép kulturális kliséje villan föl a képkapcsolásokban, anélkül, hogy az ábrázolás maga ezt hangsúlyozná.
Van egy szerkezetem a látáshoz, szemnek hívják. Van egy szerkezetem a halláshoz, a fül, van egy a beszédhez, a száj. Úgy érzem, hogy ezek különálló szerkentyűk. – Pierrot.

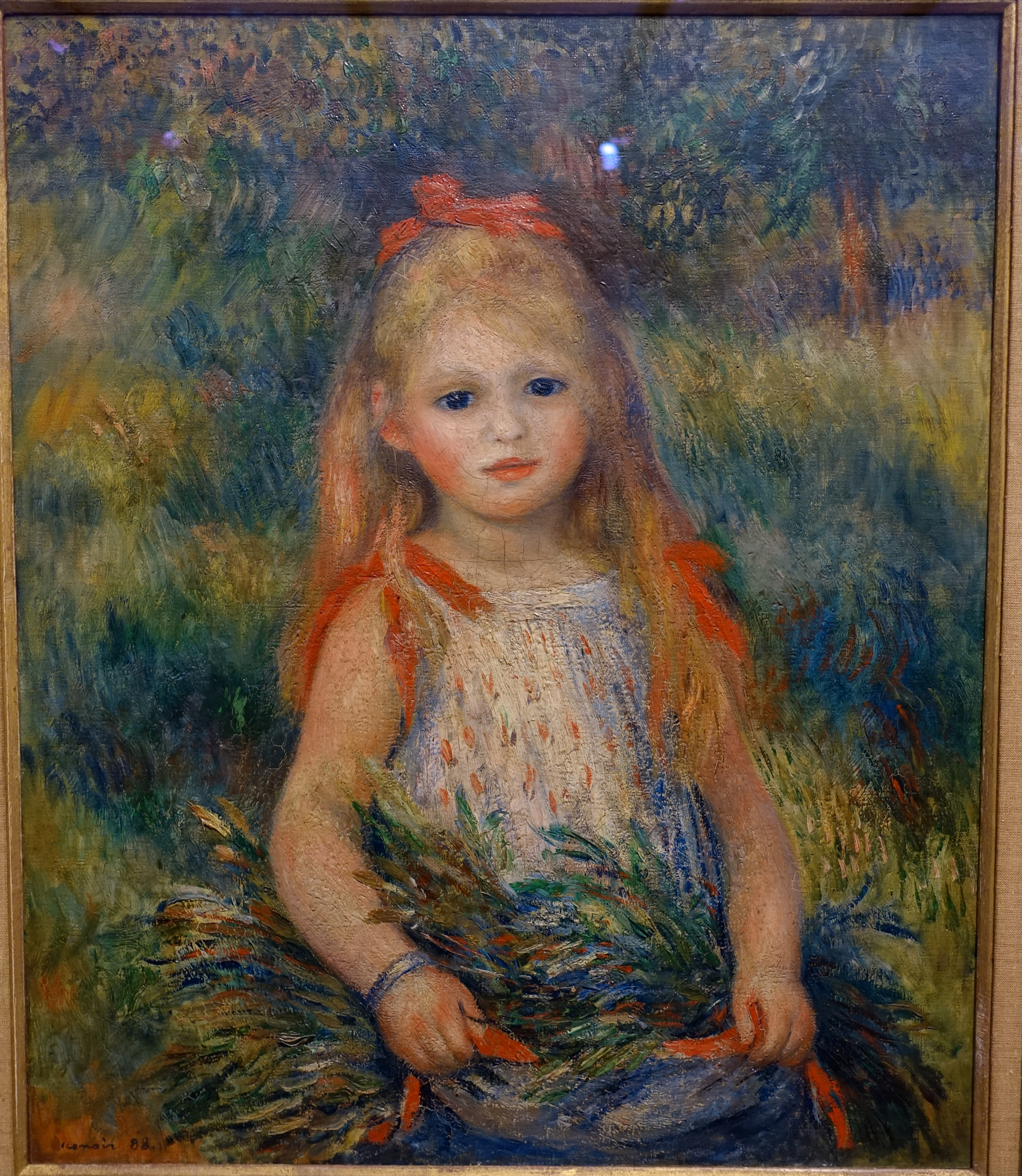
Marianne frizurája a Renoir-képen – Lány virággal – látott kislányéhoz hasonlít. A fodros fehér jelmezhez hasonlót Marianne-on látunk a menekülés képsorában

 A Godard alkalmazta darabokra törés és a darabok kollázsként történő összefűzése során számos alkotót, alkotást idéz meg. Nem egy esetben a kép is utal egy regényre, filmre, miközben az elhangzó párbeszédben vagy monológban egy másik utalás rejtőzködik. Mivel Godard francia, így a nem francia anyanyelvű, vagy francia kultúrán felnőtt néző csak érzékeli, de nem feltétlenül tudja beazonosítani az adott hivatkozást. Néhány megidézett mű és művész: Honoré de Balzac César Birotteau nagysága és bukása, Pierre-Auguste Renoir, Henri Matisse, Pablo Picasso, Eugène Delacroix, Louis Aragon: A kivégzés, Louis-Ferdinand Céline: Bohóc banda és Utazás az éjszaka mélyére, William Faulkner: A hang és a téboly, Jules Verne: A rejtelmes sziget és a Grant kapitány gyermekei, Daniel Defoe: Robinson Crusoe, Edgar Allan Poe: Gyilkosság az álarcosbálon, Nicholas Ray: Ok nélkül lázadó, Raymond Queneau: Barátom Pierrot, Marcel Proust: Az eltűnt idő nyomában, F. Scott Fitzgerald: Az éj szelíd trónján, Arthur Rimbaud: Egy évad a pokolban, Paul Klee: Winterbild (1930), Stevenson, Jack London, Faulkner és Raymond Chandler.

## Kritikák
Louis Chauvet, a Le Figaro velencei filmfesztiválra kiküldött különmegbízott nem hitt Godard-nak. Írása szerint Godard filmjei mind egyformák, csak a cím változik. Mind ócska szürrealizmussal átitatott. A játékfilmből csak Raymond Devos (mellékszereplő a kikötőben) teljesítményét tartja érdemlegesnek.
Louis Aragon hosszú, szenvedélyes írásban számolt be a film megnézését követően gondolatairól, a következő egy erősen kivonatolt változat.

„
Amíg a Pierrot vetítésén jártam, elfelejtettem, mit mondanak és mit gondolnak Godard-ról. Hogy szokásai vannak, hogy ettől-attól idéz, leckéztet minket, azt hiszi, hogy ez vagy az... végül, hogy elviselhetetlen, beszédes, moralizáló vagy erkölcstelen. Én csak azt láttam, egyetlen dolgot, csak egyet, és ez az, hogy gyönyörű volt. Emberfeletti szépségű. Fizikailag a lélektől és a képzeletig. Amit két órán keresztül láttunk, az erről a szépségről szól, amelynek önmagában nem elég a szépség szó, hogy meghatározza önmagát: erről a képparádéról azt kellene mondani, hogy egyszerűen magasztos. De a mai olvasó nem bírja a szuperlatívuszokat. Nem fontos. Szerintem ez a film fenséges szépségű. Ez egy olyan szó, amelyet inkább használunk színésznőkre, bennfentesen. Nem fontos. Folyamatosan fenségesen szép...

... olyan, mint a Sardanapal halála egy színes film. A nagy vásznon. Amelyet az különböztet meg minden színes filmtől, hogy Godard médiumhasználatának mindig van célja, és szinte állandóan benne van annak kritikája is. Nem csak arról van szó, hogy jól van fotózva, hogy szépek a színek... Nagyon jól van fotózva, nagyon szépek a színek. Másról van szó. A színek a világ színei, ahogy van, hogyan is mondják? Emlékezned kell: milyen szörnyű az élet! de még mindig gyönyörű. ... De Godard nincs megelégedve a világgal, ahogy van: például hirtelen a látvány monokróm, csupa vörös vagy kék, mint azon a társasági estén, az elején, ami a kritika kiindulópontja. ... A fehérhez és a feketéhez való visszatérés nélkül J. L. Godard arról a világról elmélkedik, amelyben Belmondo bemutatja kifejezési eszközeinek reflexióit. Főleg, hogy ezt szinte azonnal egy színhatás követi, amely egyfajta tűzijátékkal, sorozatként lőtt fényekkel folytatódik, minden indoklás nélkül váltunk az éjszakai Párizsra, ahol a hős Anna Karina iránti szenvedélye lángra lobban. ... J. L. G. számára a szín nem csupán annak a lehetősége, hogy tudassa velünk, ha egy lánynak kék a szeme, vagy hogy egy úriembert Becsületrenddel tüntessen ki. A színeket használó filmje óhatatlanul olyasmit mutat meg nekünk, amit feketén-fehérben nem lehetett látni, egy olyan hangot, amely nem zeng a színek némában.
Milyen viszonyban van Rimbaud sorsának egyfajta megítélése, milyen kapcsolata van ennek Pierrot le fou-val, Godard-ral? Hány Godard-film van már? Mindannyian őrült Pierrot-k vagyunk, így vagy úgy, Pierrot-k, akik a vasúti síneken állnak, és várják, hogy a vonat elgázolja őket, majd az utolsó pillanatban elmenekülnek és élnek tovább. Bármi is legyen a létezésünk kalandja, akár ilyen, akár nem, Pierrot felrobbantja magát, de az utolsó pillanatban már nem akarta. Látod, hogy ez az egész, amiről írok, úgy tűnik, hogy esélytelen és véget ér: és ez a romantika, ami virágzik...
A művészetről akartam beszélni. És csak az életről szóltam.
”

– részlet Louis Aragon írásából

## Érdekesség
- Bikácsy Gergely Bolond Pierrot moziba megy[41] címe miatt is említendő, mint tisztelgés a film előtt, de a könyv a francia új hullám megértéséhez magyar nyelven alapmű.
- Pierrot le Fou-t a road movie előfutárának tekintik.[42]
- Ez a film az erőszakhoz és a magányhoz kapcsolódik, amely ma olyan közel van a boldogsághoz. Ez egy film Franciaországról. – nyilatkozta Godard.[43]
- Az egyik jelenetben feltűnő Jean-Pierre Léaud rendezőasszisztensként is részt vett a film készítésében.
- A Criterion Collection 2008 szeptemberében adta ki a Pierrot le fou-t Blu-ray formátumban. Ez volt az egyik első Blu-ray-en kiadott cím.[44]
- A vízbe hajtott és elsüllyedt 1962-es Ford Galaxie Godard sajátja autója volt.[10]
- A filmnek nincs köze Pierre Loutrel, a „Pierrot le fou” becenevű híres gengszter történetéhez.[45]
- Bemutatáskor Pierrot le Fou-t „intellektuális és erkölcsi anarchizmus” miatt csak tizennyolc éven felüliek nézhették meg.[46]
- A film vége felé, egy Toulonban forgatott jelenet során láthatjuk a Jean Bart csatahajót.[47]
- Semmit sem tudtam a moziról, csak olyan filmeket láttam, mint A Saint Tropez-i csendőr, és úgy gondoltam, hogy a moziban csak nevetni lehet. Nem tudtam, hogy ez a művészi kifejezés eszköze. Elmentem megnézni Bolond Pierrot-t, mint bármely más filmet, anélkül, hogy tudtam volna, ki az a Godard, leültem, mert tetszett a cím. És életemben először láttam, hogy a mozi művészet. A teremből kilépve azt mondtam, hogy filmeket szeretnék készíteni – Chantal Akerman[48][49]
- A film előtt tisztelegve Mathieu Kassovitz a Fierrot le pou (1990, Büszke a tetű) címet adta első filmjének.
- A Robert Rodríguez rendezte Sin City autós jelenetében Quentin Tarantino ugyanazt a megoldást használja, mint Godard. A különböző színű spotlámpák felváltva tűnnek fel és el, a szélvédő mindkét oldalán jelezve az úton haladást.
- Leos Carax számos utalást tesz Pierrot le Fou-ra a A Pont-Neuf szerelmesei (1991, Les Amants du Pont-Neuf)-ban.
- Laurent Baffie[50] Clés de car című filmjében idézi meg a Bolond Pierrot-t.
- A francia Hypno5e metal banda beépített néhány énekrészletet a filmből Des Deux L’une Est L’Autre (2007) albumuk Maintained Relevance of Destruction számába.[51]
- A Cowboy Bebop japán anime huszadik része, A bohóc (Pierrot le Fou (道化師の鎮魂歌?)) epizód.[52]
- A japán Yellow Magic Orchestra elektronikus zenét játszó együttes bemutatkozó Yellow Magic Orchestra (1978) album B-oldalának negyedik száma a Mad Pierrot (マッド・ピエロ), hossza 4:20. Az albumon további két hivatkozást találunk Godard-ra.[52]
- Egy évvel a film megjelenése után Nino Ferrer a Madame Robert című dalában[53] némileg átalakítva hangzik el a Belmondo-féle híres és szokatlan versszak: "Szerencsére nem szeretem a spenótot, különben megenném, de ki nem állhatom”.[54]
- Cédric Klapisch Talán című filmjének (1999 Peut-être) utolsó jelenetében Arthur szobájában feltűnik a Pierrot le fou plakátja, az egyik főszerepet abban a filmben is Jean-Paul Belmondo játssza.

## Díjak, jelölések
- A kritikusok díja az 1965-ös Velencei Filmfesztivál Arany Oroszlán díjáért járó versenyben.
- A legjobb külföldi színész díjára jelölték Jean-Paul Belmondót a BAFTA-n 1967-ben.
- 1966-ban bekerült a legjobb külföldi filmnek járó Oscar-díj tízes listájára, de nem került be a legjobb ötbe.